# Pilský rybník (Jevany)
Pilský rybník je vodní plocha, která se nachází na Jevanském potoce v katastru vsi Jevany v okrese Praha-východ.

## Popis

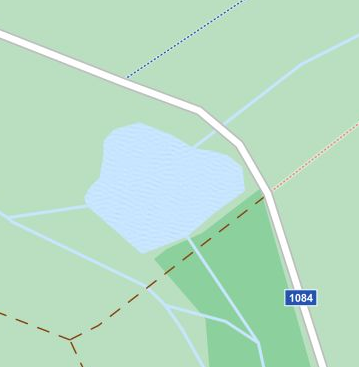
Schéma Pilského rybníka

Jedná se o malý rybník kruhovitého tvaru, s hrází orientovanou na jih. Jeho břehy jsou tvořeny lesem. Severovýchodní břeh tvoří silnice Jevany-Penčice, po které vede cyklistická stezka číslo 1 a naučná stezka Pěnčický okruh. Východo-jižní břeh lemuje ulice Pod Hrází jdoucí k čistírně odpadních vod pod hrází Jevanského rybníka. Tato ulice prochází po hrázi Pilského rybníka a její součástí je naučná stezka Voděradské bučiny. Ty též s rybníkem hraničí, konkrétně při jeho hrázi národní přírodní rezervací Voděradské bučiny.
Rybník je napájen jednak odbočkou z Jevanského potoka, dále na severu potokem stékajícím se zalesněného svahu a pramenícím poblíž zástavby Jevan. Rybník nemá přepad, pouze stavidlo uprostřed hráze.
Do rybníka se 8. listopadu 2019 po utrženém břehu převrátil na bok fekální vůz.

## Galerie

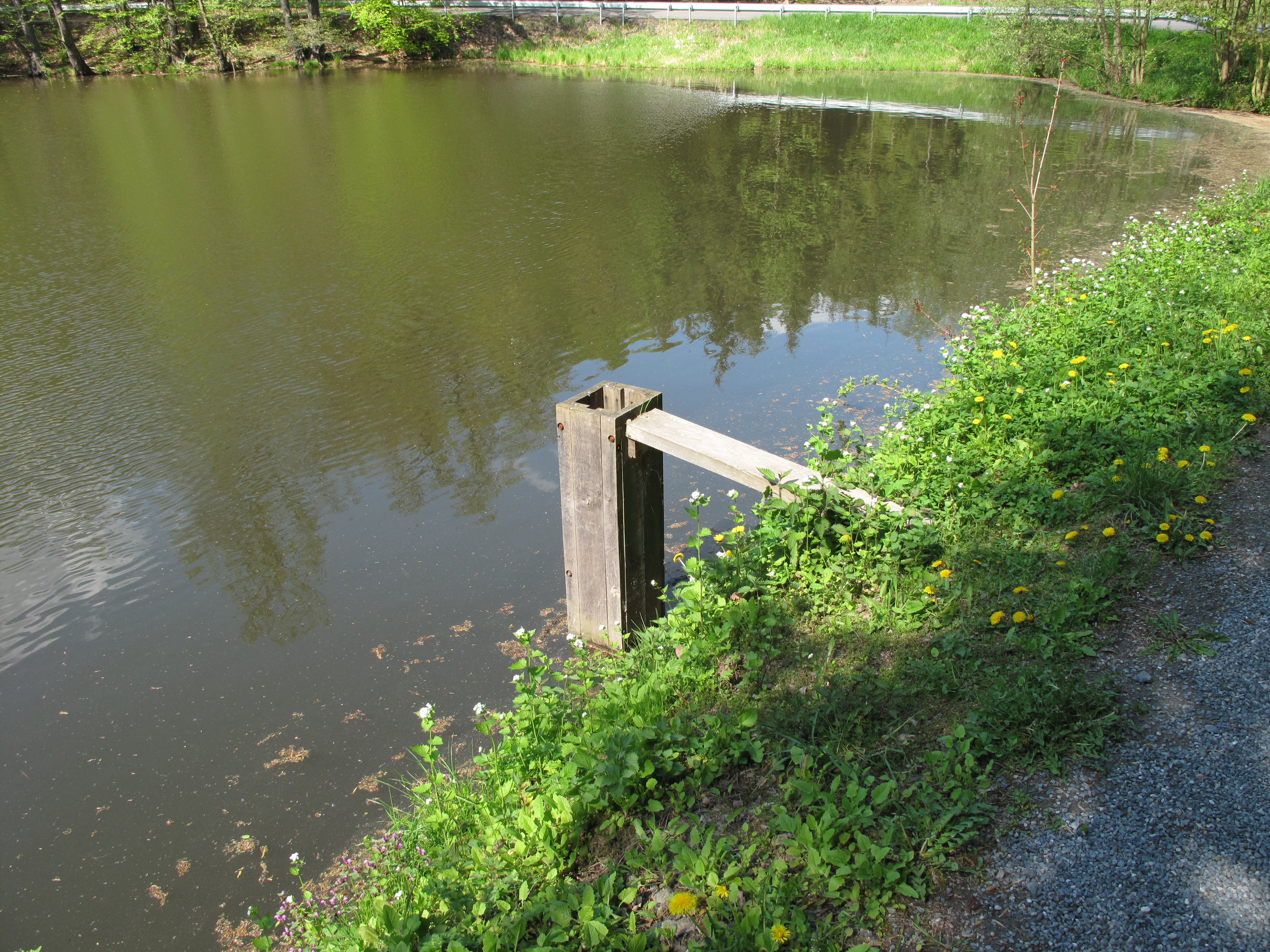
Stavidlo
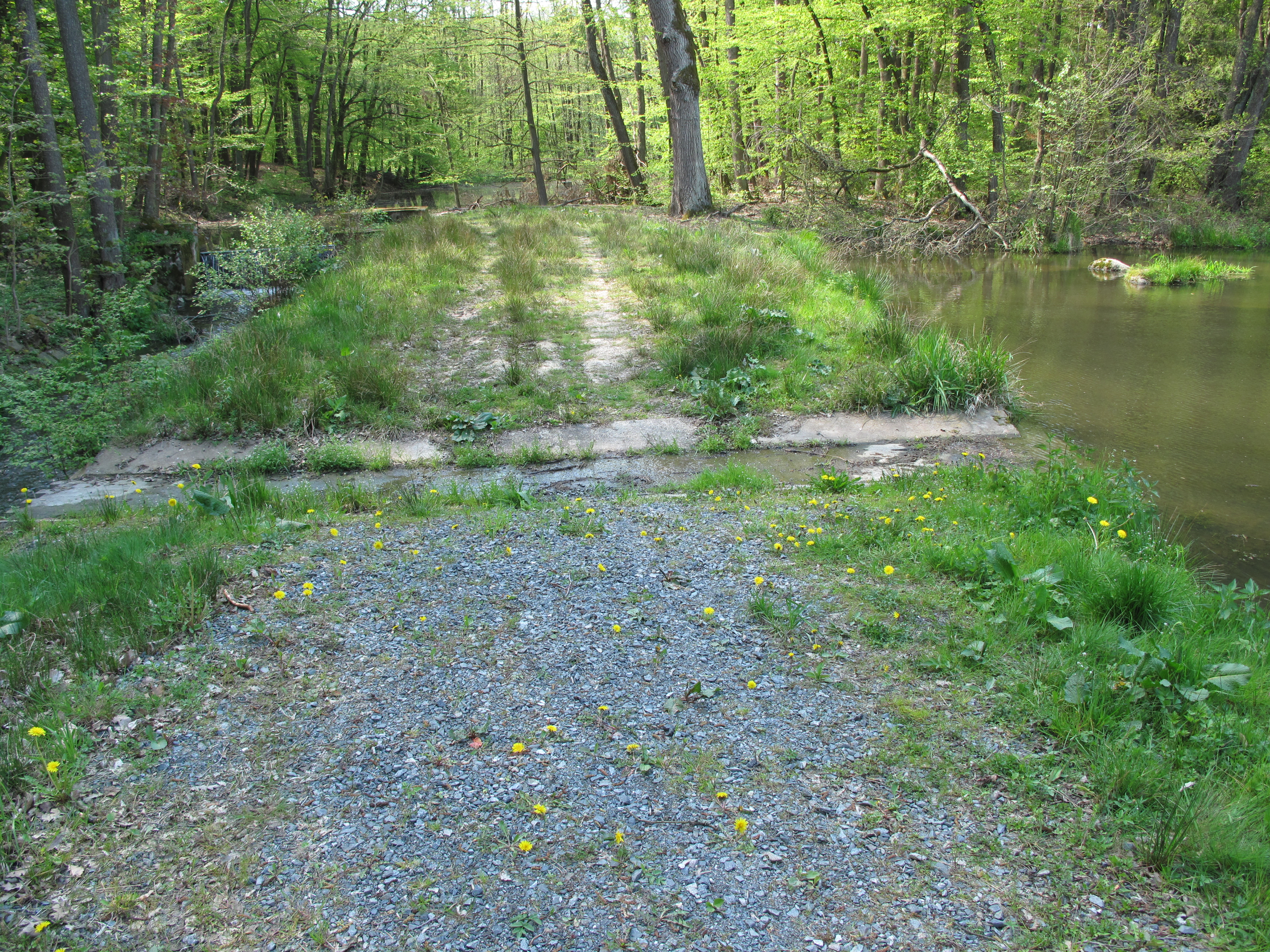
Přepad v břehu a cestě rybníka
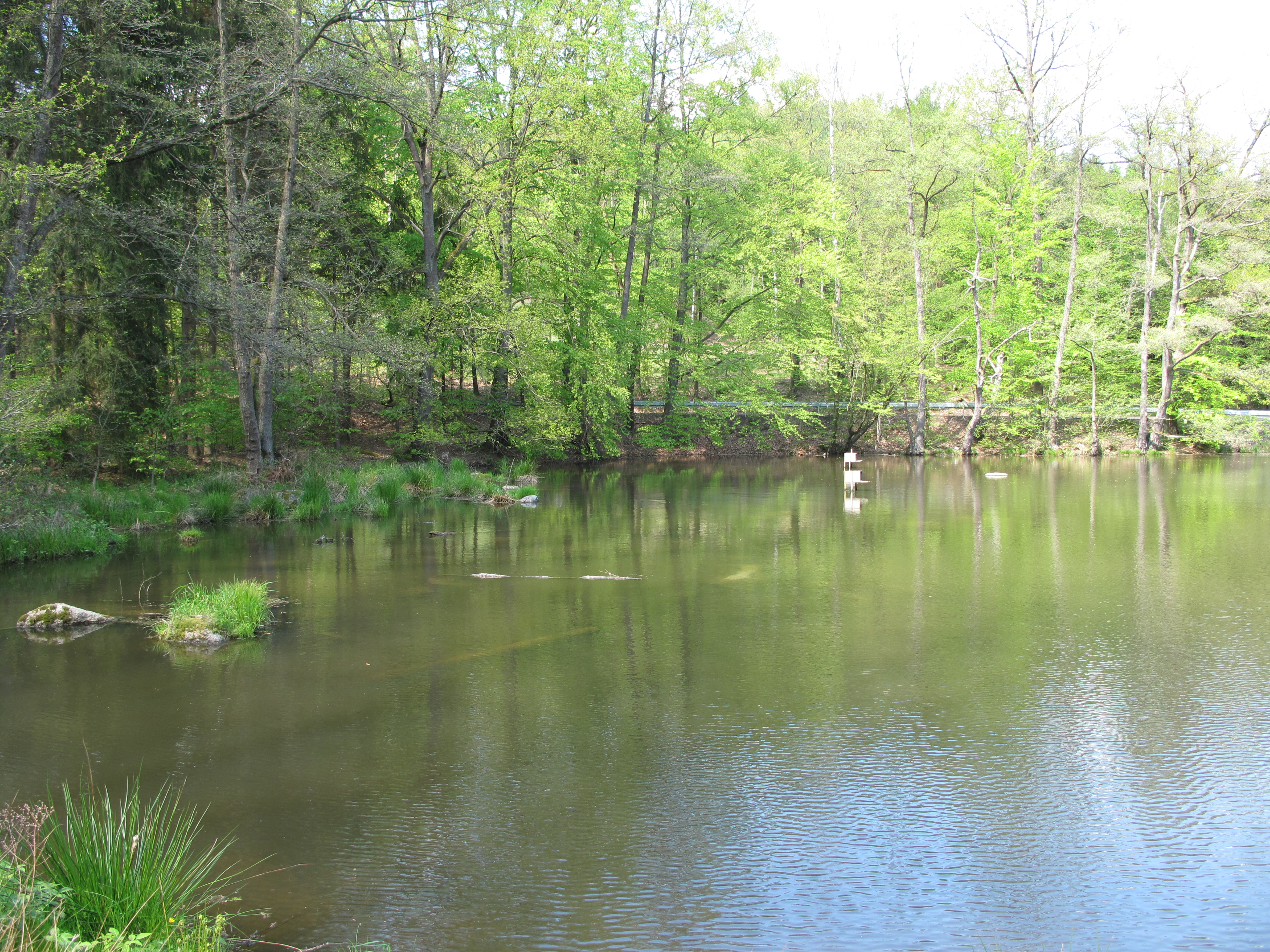
Napadané dřevo